# Antonio Mancini (pittore)
Antonio Mancini (Roma, 14 novembre 1852 – Roma, 28 dicembre 1930) è stato un pittore italiano.

## Biografia
Nacque a Roma da Paolo, sarto nativo di Narni, e da Domenica Cinti, ternana. Dimostra una tale e precoce abilità artistica che, appena dodicenne, viene ammesso all'Accademia di Belle Arti di Napoli dove è allievo di Domenico Morelli, di Filippo Palizzi e di Stanislao Lista. È anche molto amico dello scultore coetaneo Vincenzo Gemito con il quale condivide una giovinezza povera e difficile, tematica che influenza la produzione artistica di entrambi.
Già nel 1871 due sue opere, esposte alla "Promotrice" napoletana, vengono acquistate da due committenti stranieri, entrambi pittori: Per un fiore dal pittore canadese naturalizzato statunitense François B. De Blois e L'ultima medicina! dal francese Felix de Lapommeraye. Nel 1872 compie un viaggio a Venezia, rimanendo profondamente colpito dalla pittura veneziana. Tre anni più tardi conclude i suoi studi accademici e nel 1883 si trasferisce a Roma dove apre un proprio studio; aderisce alla corrente artistica del Verismo dedicandosi al ritratto e alla pittura di genere aneddotico.
Nel 1877 si trasferisce per alcuni mesi a Parigi, lavorando per i mercanti d'arte Adolphe Goupil e Hendrik Willem Mesdag. Qui Conosce Degas e Manet e diviene amico di Sargent, che lo considera il miglior pittore vivente. Conosce anche Ernest Meissonier e Jean-Léon Gérôme. È anche a Londra, invitatovi da Sargent, dove la sua pittura continua a riscuotere successo.

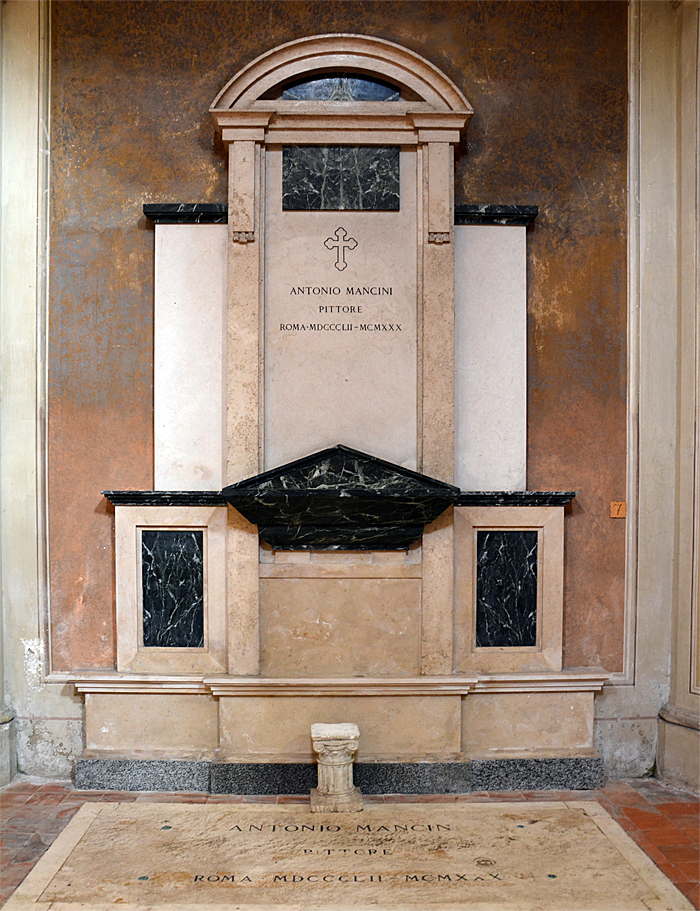
Sepolcro nella Basilica dei Santi Bonifacio e Alessio a Roma

Ritorna a Napoli e riparte per Parigi nel 1877.
Nel 1878 fa ritorno a Napoli, vittima di una malattia e con profonde crisi depressive che, nel 1879, ne consigliano il ricovero in una casa di cura fino al 1883, anno in cui decide di trasferirsi definitivamente a Roma, dove può contare anche su di un aiuto finanziario dagli artisti suoi amici. A Roma conosce Aurelia che, oltre a posare per lui come modella, diviene anche sua compagna di vita.
Nel 1885 stipula un contratto con il mecenate olandese Mesdag, che provvede ad inviargli regolarmente del denaro in cambio di dipinti e disegni (circa 150 lavori) che il mercante tratterrà per sé (oggi sono nel museo a lui intitolato) e a vendere il resto. Tra il 1901 e il 1902 è in Inghilterra, dove si reca per eseguire alcuni ritratti dell'alta società, incoraggiato in tal senso dal pittore statunitense John Singer Sargent. Tornerà in Inghilterra e in Irlanda tra il 1907 e il 1908. Ha inoltre un contratto con il mercante Messinger (lavorerà per lui fino al 1911) e poi con il mecenate e collezionista Fernand du Chêne de Vère che lo ospita nella propria residenza di Villa Jacobini (Casal Romito) a Frascati, dove rimane per 11 anni, fino al 1918.
Espone a Venezia nel 1914 e nel 1920, anno in cui la XXII Biennale gli dedica una mostra personale. Nel 1928 espone al Castello Sforzesco di Milano, nel 1929 viene accolto nell'Accademia d'Italia. Aderì al fascismo e regalò un'autoritratto a Mussolini, il quale a sua volta fu tentato di donarlo a Hermann Goering in occasione del 50º compleanno del gerarca nazista il 12 gennaio 1943 (venne convinto a desistere dal genero Ciano).
Muore a Roma nel 1930 ed è sepolto presso la navata destra della Basilica dei Santi Bonifacio e Alessio, sull'Aventino.

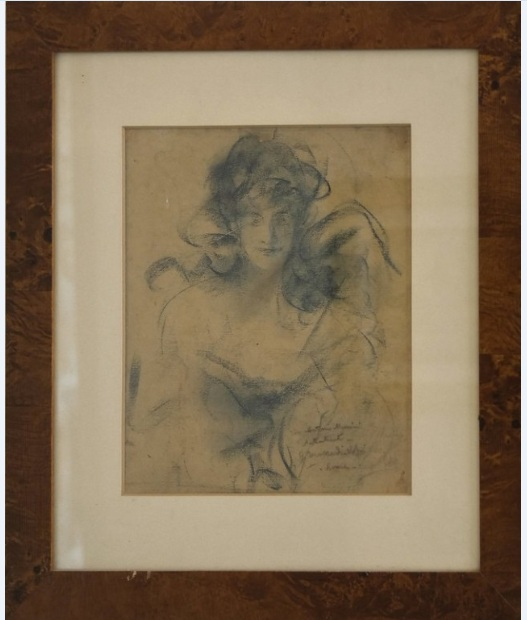
Ritratto di Signora - 1900 ca (Casa Museo Francesco Cristina)

## Opere
Nonostante i suoi due soggiorni a Parigi, Antonio Mancini rimase profondamente estraneo alle tendenze più attuali della pittura francese del tempo, preferendo un forte legame con il naturalismo ottocentesco italiano.
La vita popolare, spesso segnata da accenni di tristezza, caratterizza le sue prime opere quali il Prevetariello, lo Scugnizzo (L'Aia, Mesdag Museum), Autoritratto (National Gallery di Londra). Le opere successive sono dedicate a ritratti di dame, autoritratti, a strane figure in fantasiosi travestimenti eseguite una maniera più agitata, con vivi guizzi di luce, posti sulla tela in grumi di colore violento e accese colate.
Ulteriori sue ricerche (con l'inserimento di pezzi di vetro, stoffe e altri materiali sul quadro) confermano come egli sentisse la profonda crisi del naturalismo.
Alla Galleria dell'accademia di belle arti di Napoli si conservano queste opere di Antonio Manciniː Testa di bambina, 1867, olio su tela, 50x39 cm; Studio di testa di spalle, 1870, olio su cartone, 31x43,5 cm, saggio di scuola; Rosina, 1870, olio su tela, 30,5x39,5, cm; Profilo di donna in nero, 1871, 31,5x42,5 cm; Dama in rosso, 1926, olio su tela, 191x101, dono dell'autore; Vestire gli ignudi, 1871, carboncino, 105x158 cm, firmato e datato..
Parte di una sala della Galleria d'arte moderna Ricci Oddi di Piacenza è dedicata a questo artista con opere come Il pastorello, Donna con il calamaio, Servetta, Ritratto del padre, Donna alla toletta, Donna dal ventaglio rosso e Moschettiere seduto.
Tra i nuclei più importanti e prestigiosi delle sue opere si segnala quello del Museo dell'Ottocento (Pescara), in Abruzzo, dove sono conservati ben diciassette dipinti, tra cui Verità, 1873, e Prevetariello in preghiera, 1873 circa. 

## Galleria d'immagini

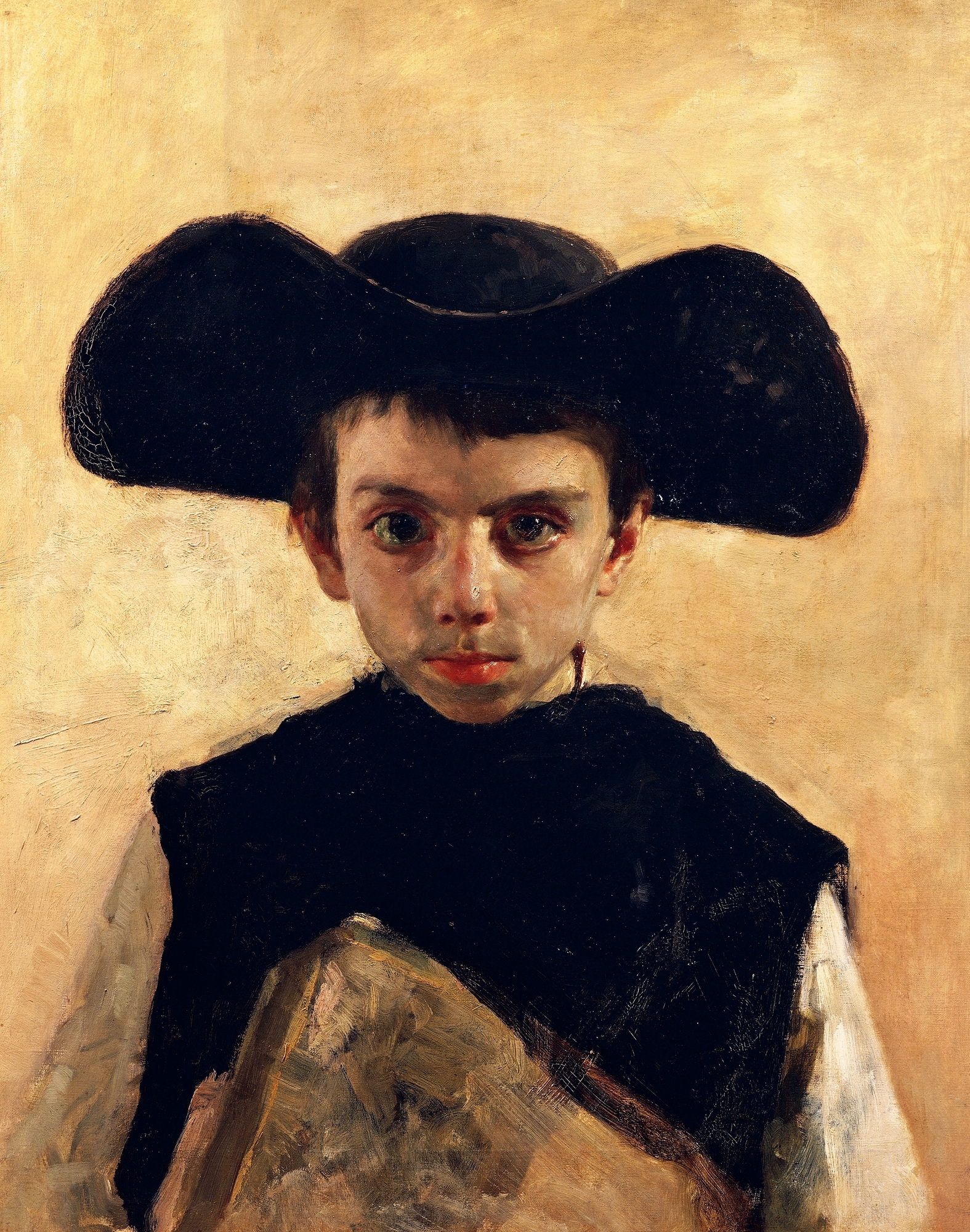
Prevetariello 1870, Museo nazionale di San Martino, Napoli
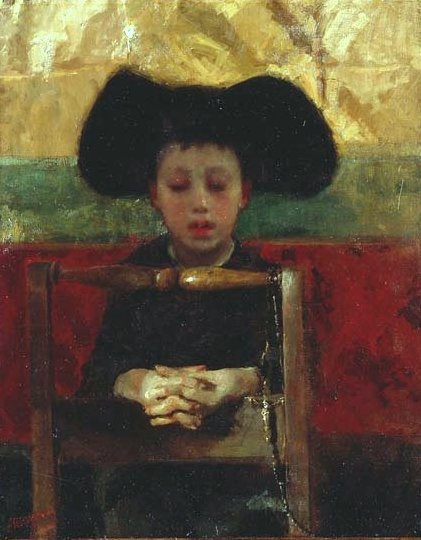
Prevetariello in preghiera 1873 ca., Museo dell'Ottocento (Pescara)
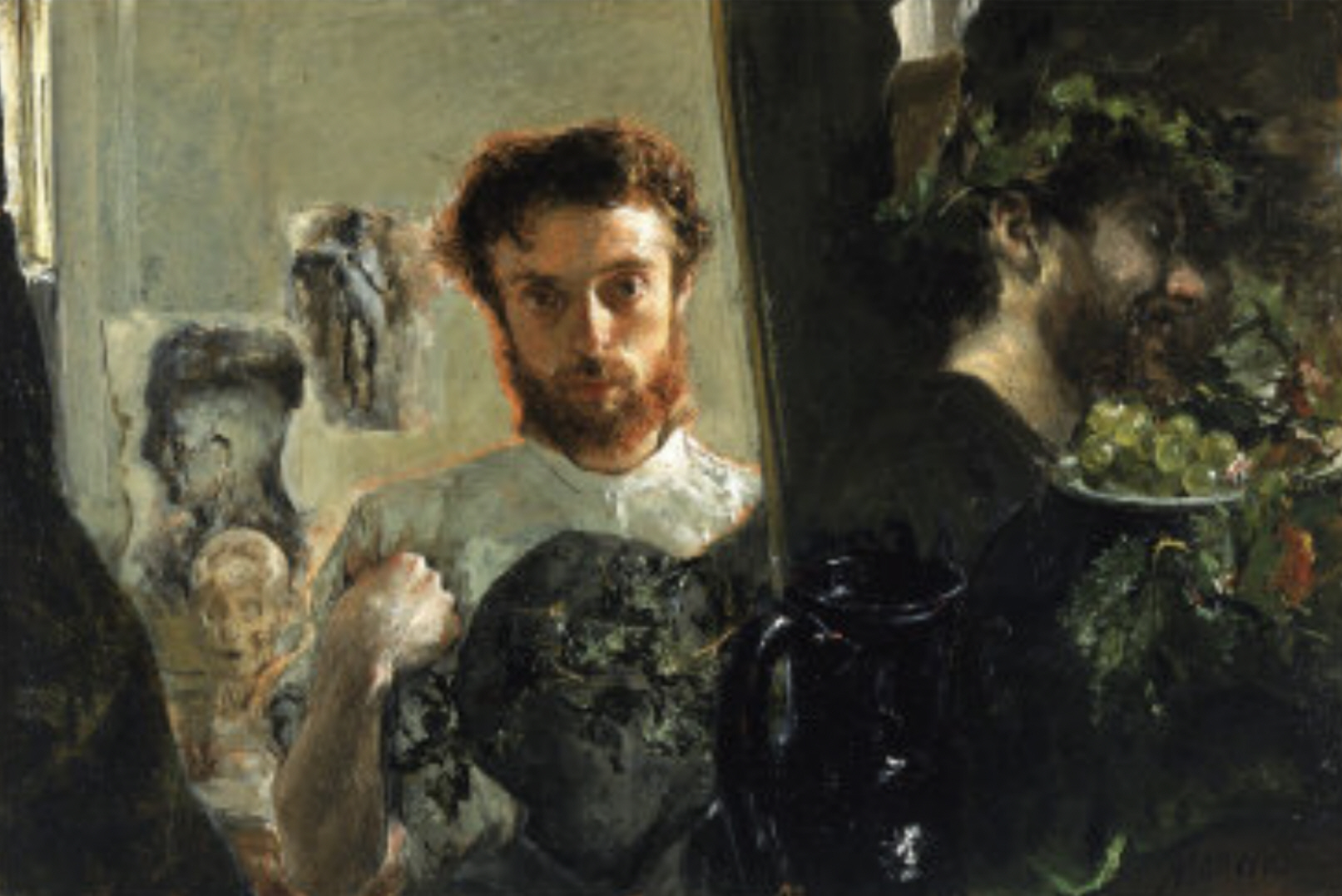
Autoritratto 1872 ca, Banca Commerciale Italiana, Napoli
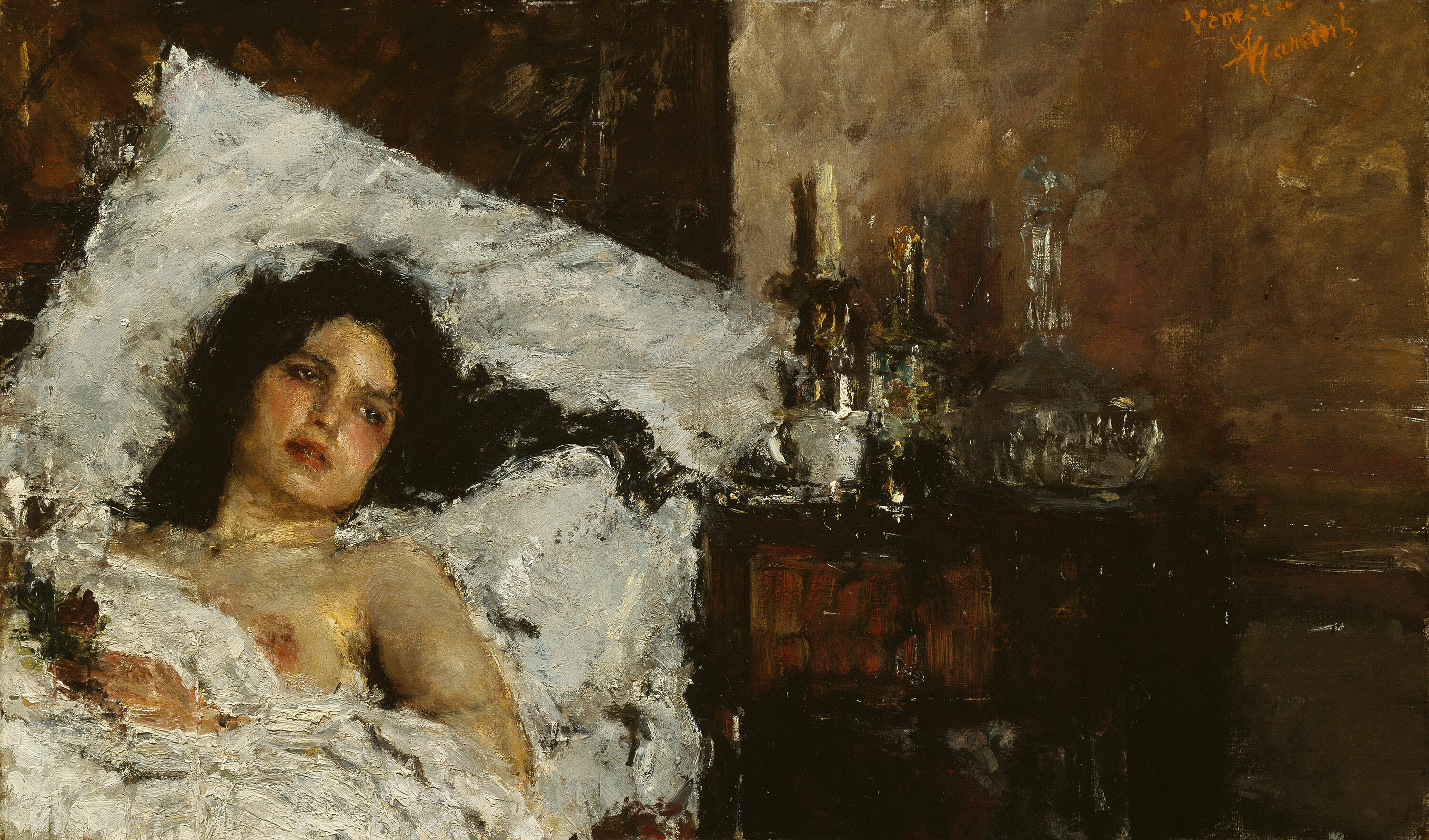
Resting, c. 1887, Art Institute of Chicago
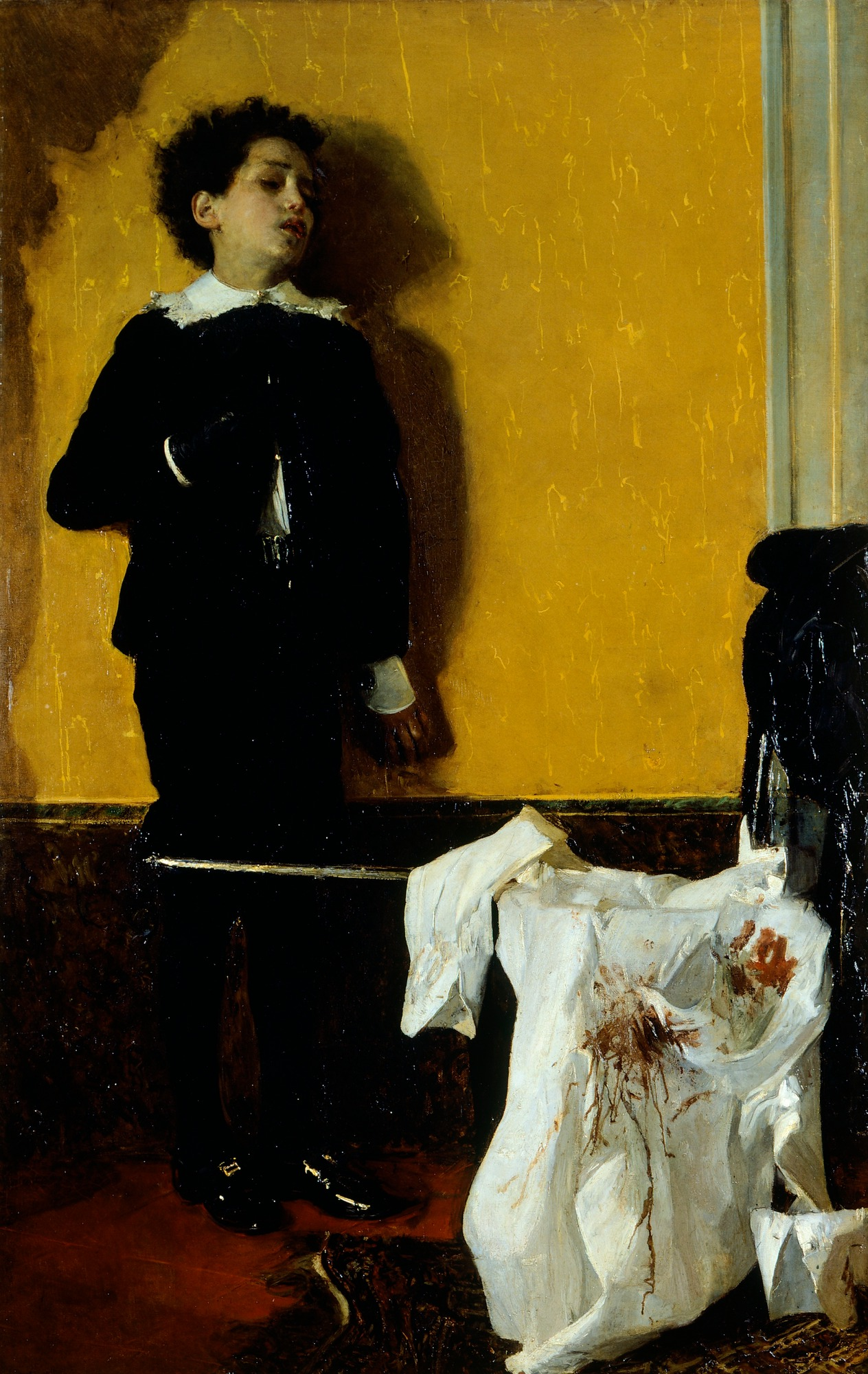
Dopo il duello 1872, Galleria civica d'arte moderna e contemporanea, Torino
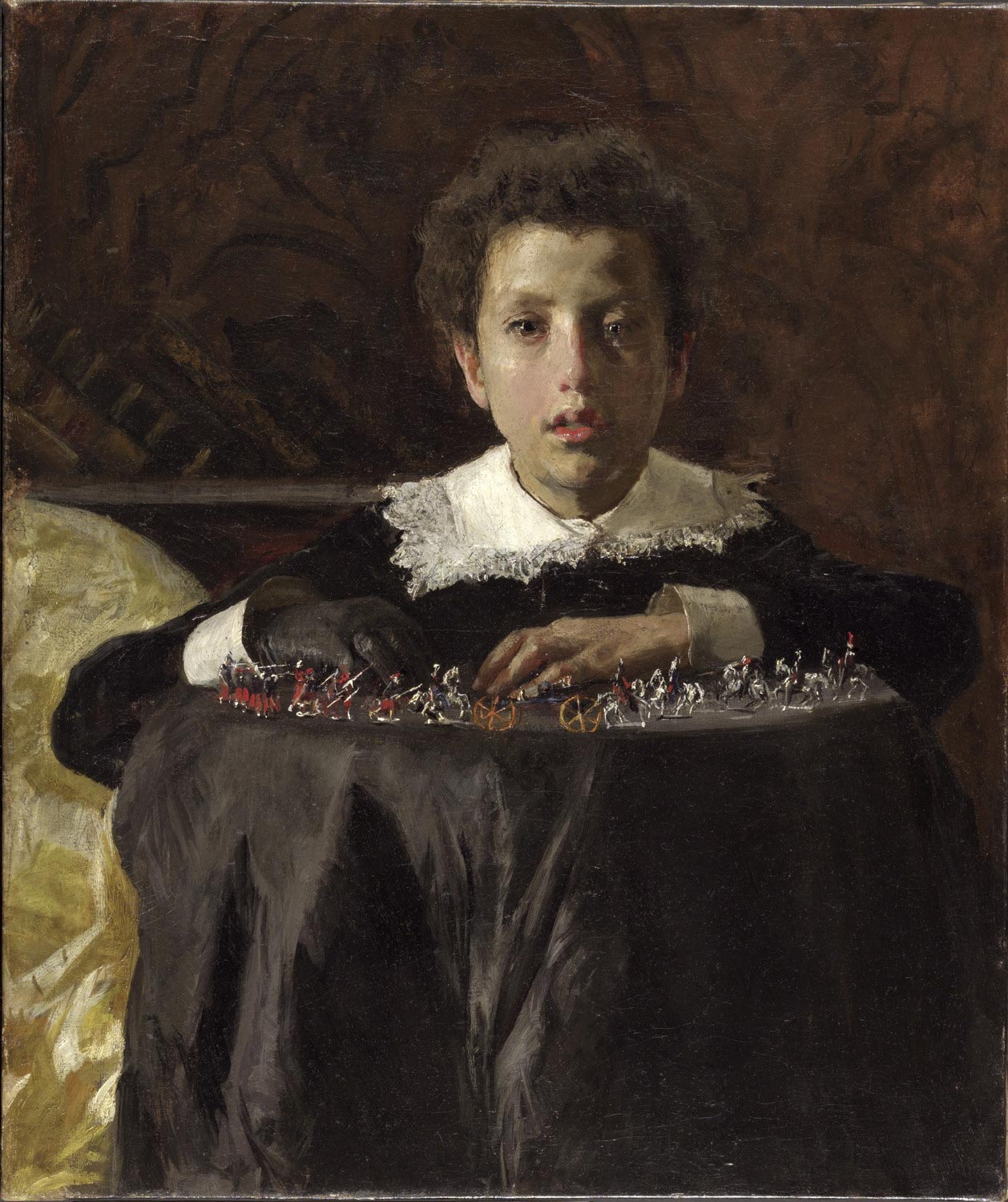
Giovinetto con i soldatini 1876, Philadelphia Museum of Art
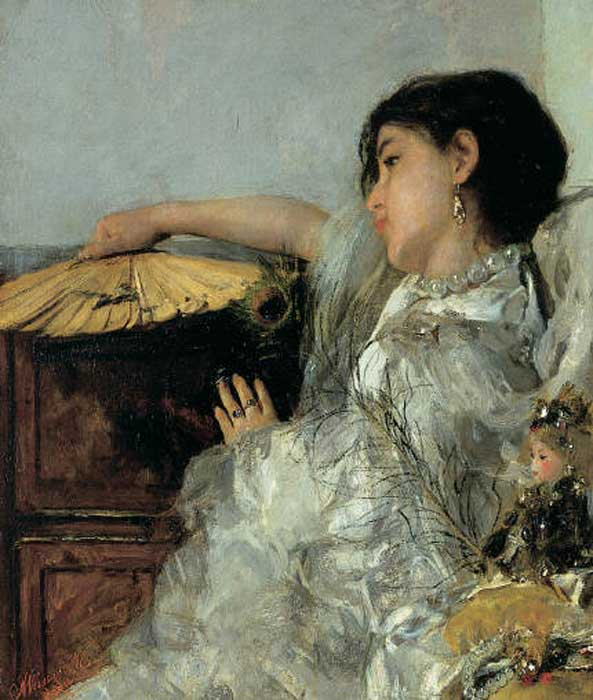
Le due bambole 1876
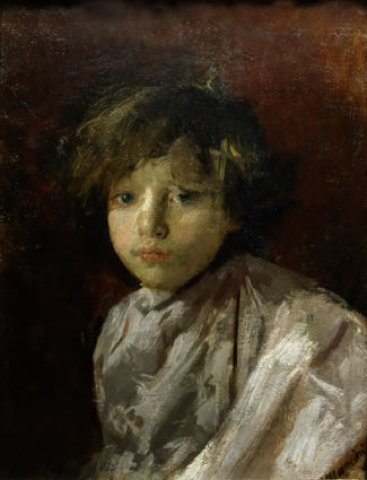
Il malatino 1878, Galleria nazionale d'arte moderna e contemporanea, Roma
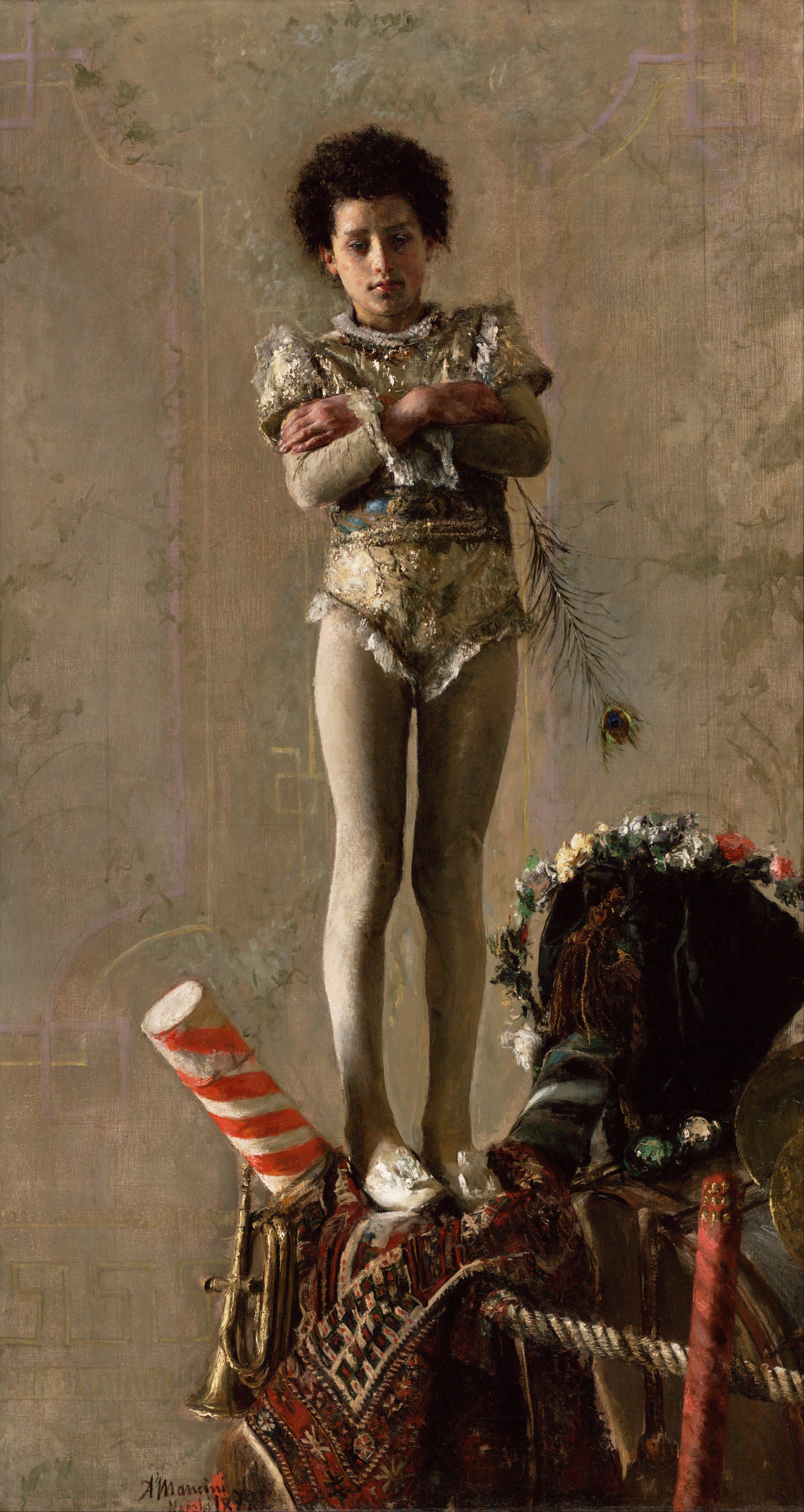
Saltimbanco 1879, Philadelphia Museum of Art
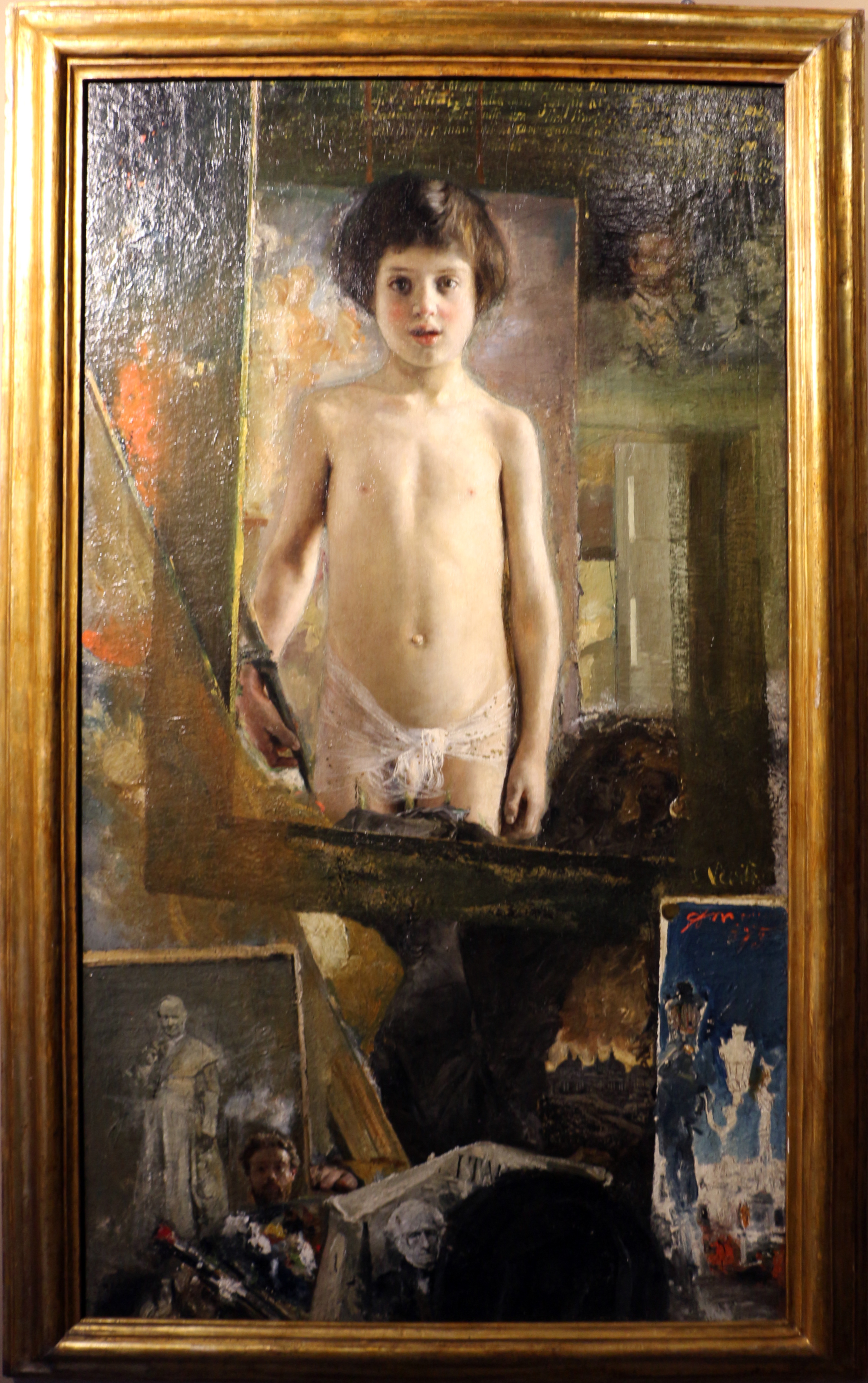
Verità 1873, Museo dell'Ottocento (Pescara)
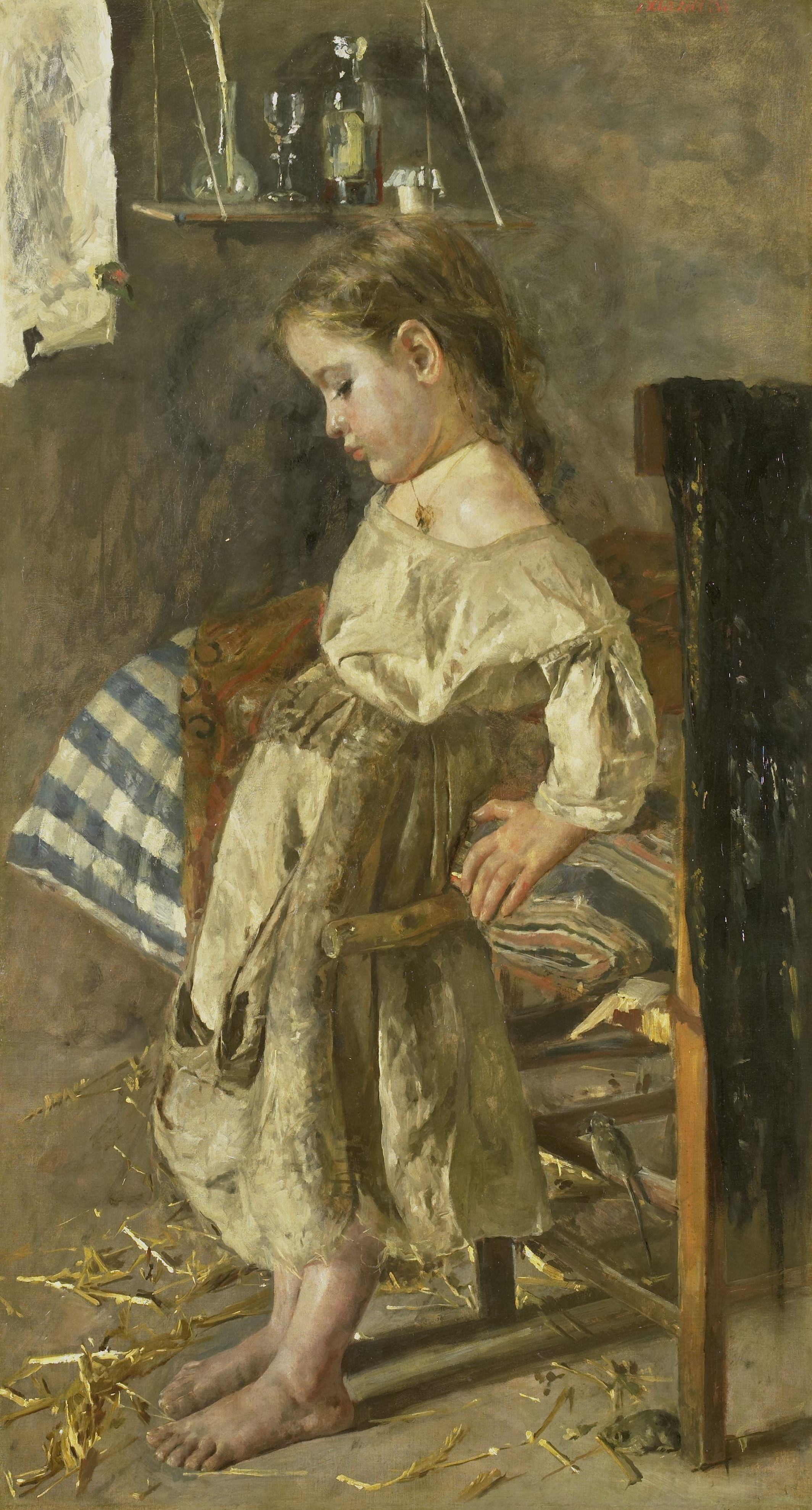
Il bambino povero 1880-97, Rijksmuseum, Amsterdam
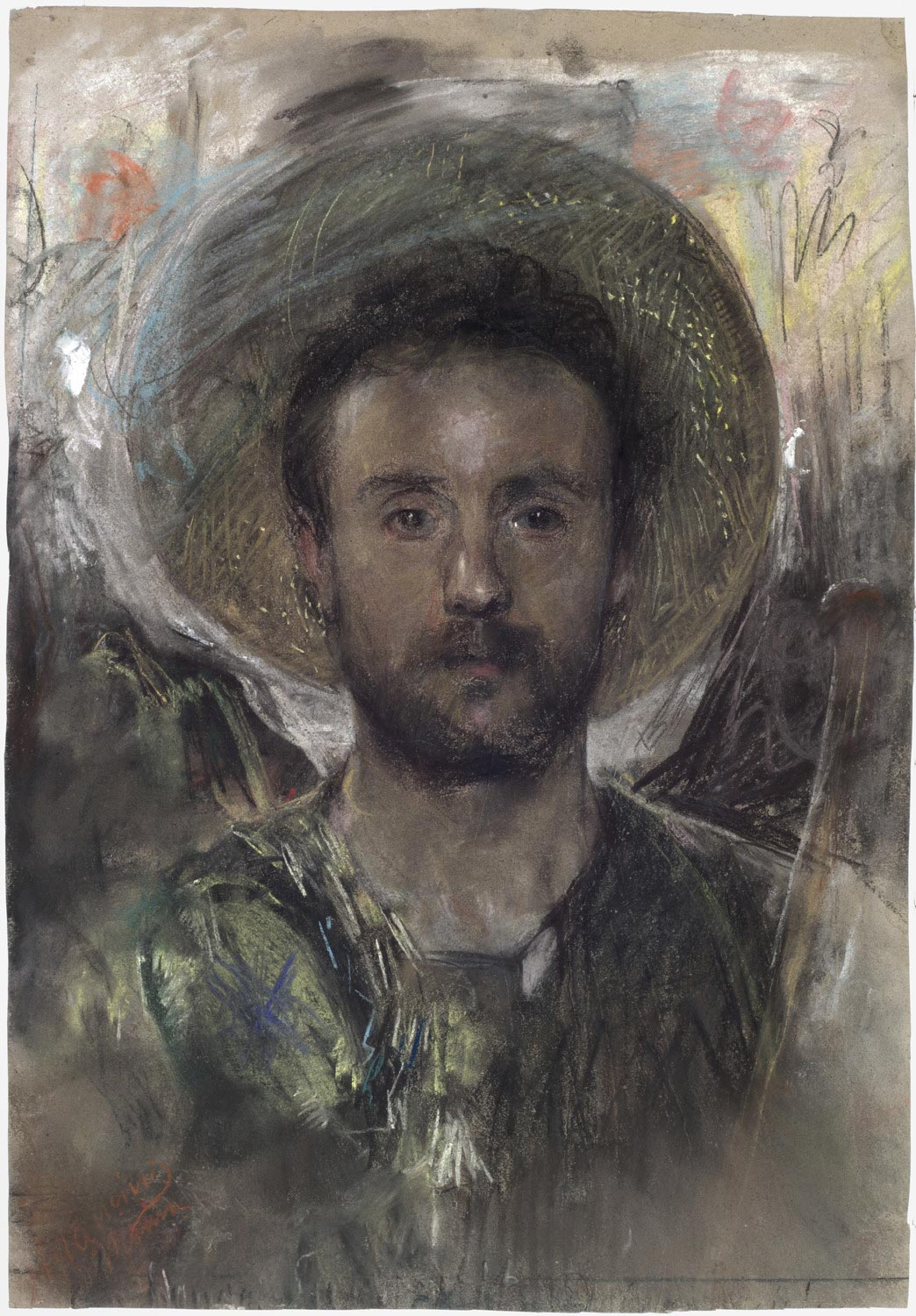
Autoritratto 1883, Philadelphia Museum of Art
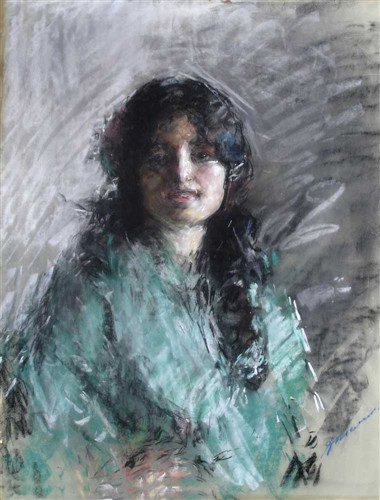
Aurelia 1887
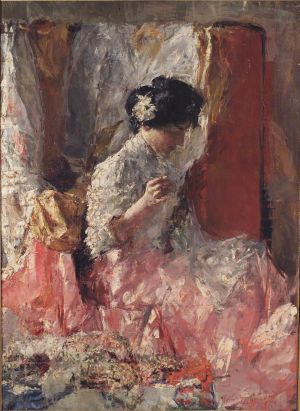
Ritratto di giovane donna 1887
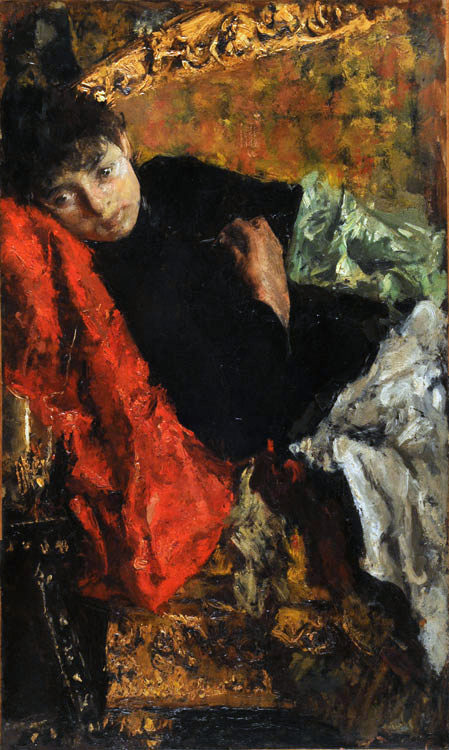
La pensosa Museo nazionale di belle arti, Buenos Aires
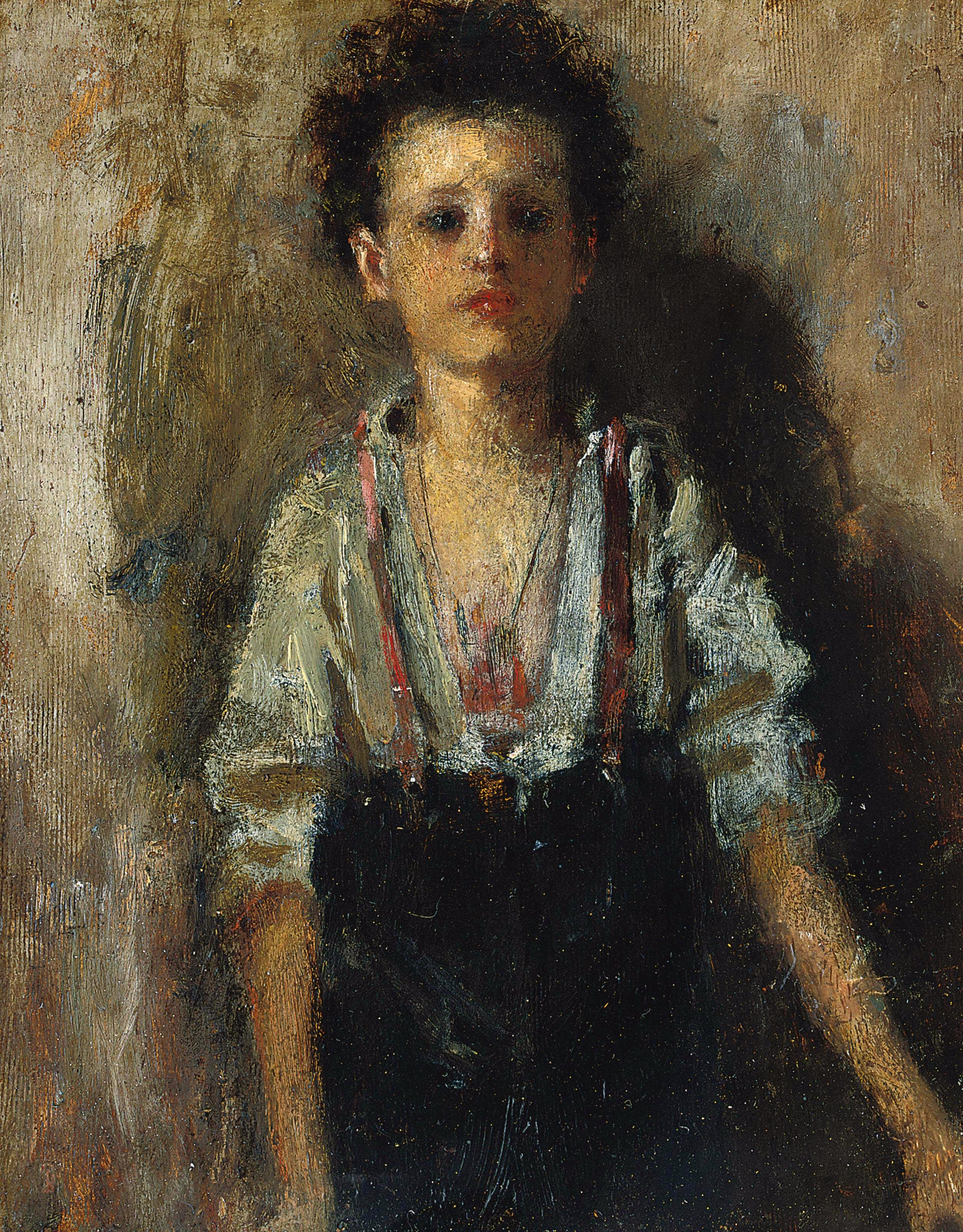
Lo scugnizzo
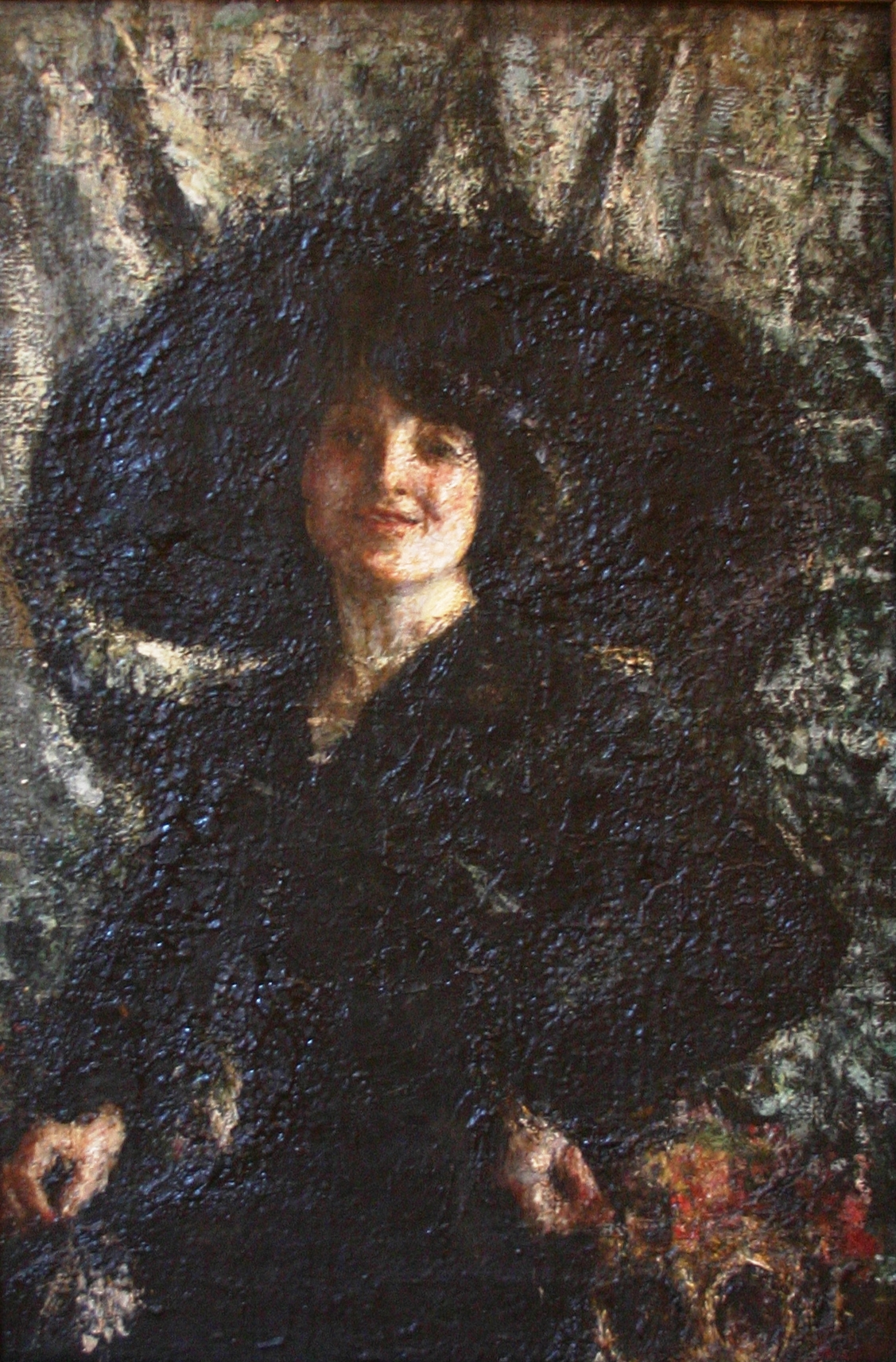
Ritratto della principessa Pignatelli Museo di Castel Nuovo, Napoli
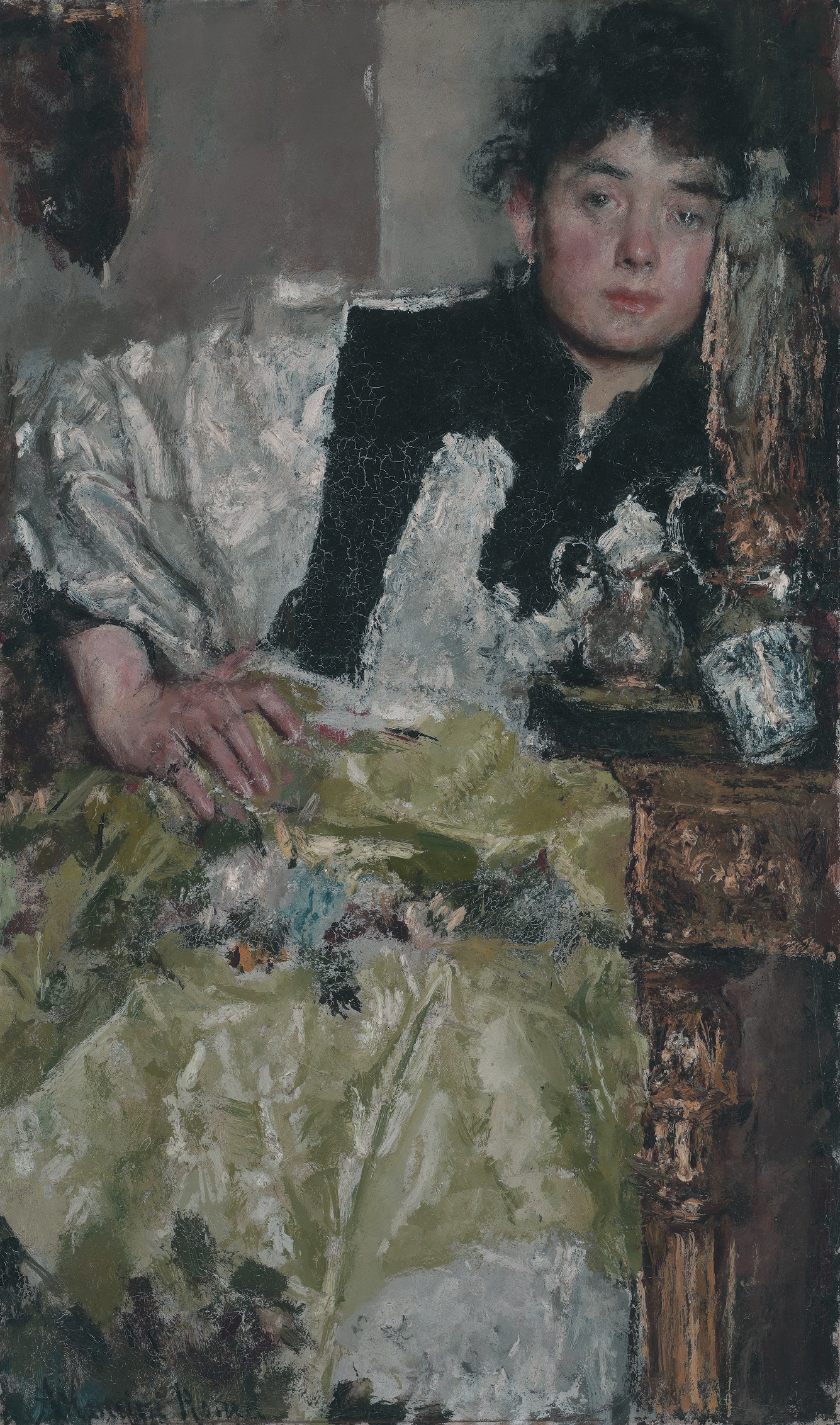
Persa nei suoi pensieri 1895-98, Collezione Mesdag, L'Aia
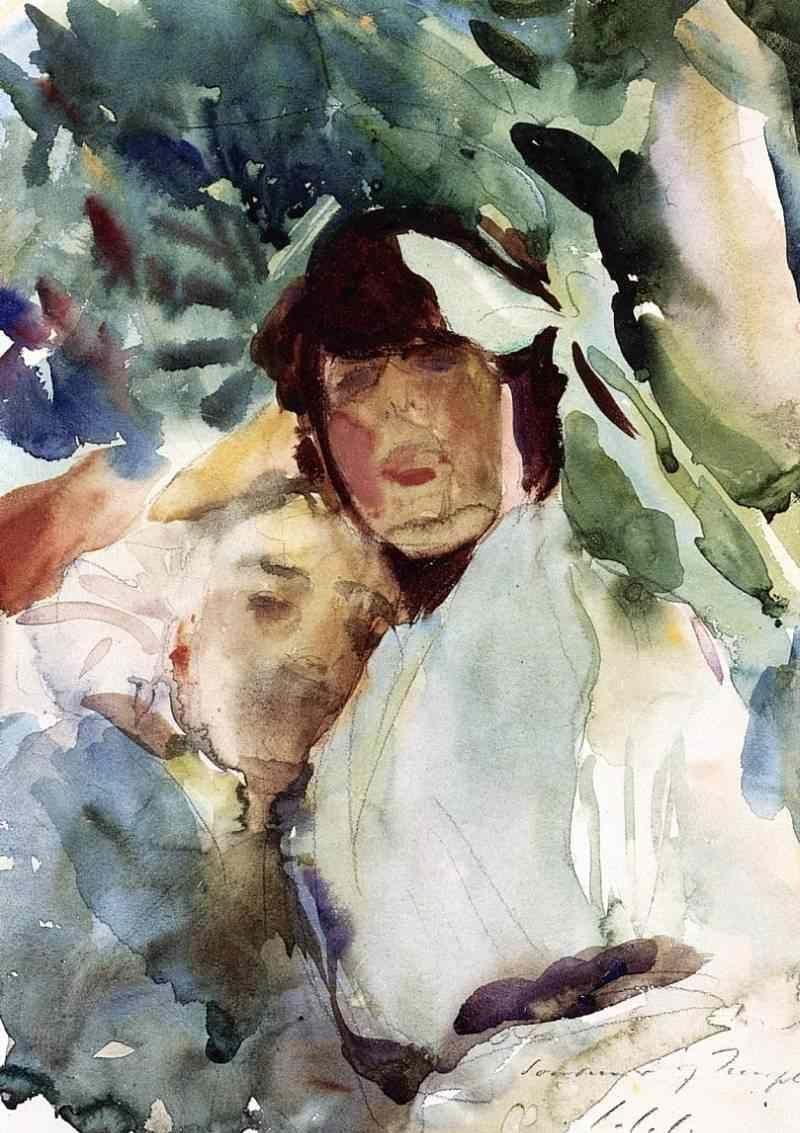
Ena Wertheimer e Antonio Mancini acquerello, 1904
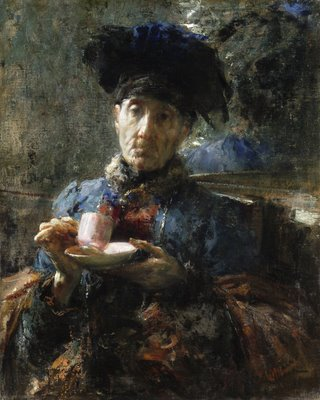
Anziana che beve del tè 1907
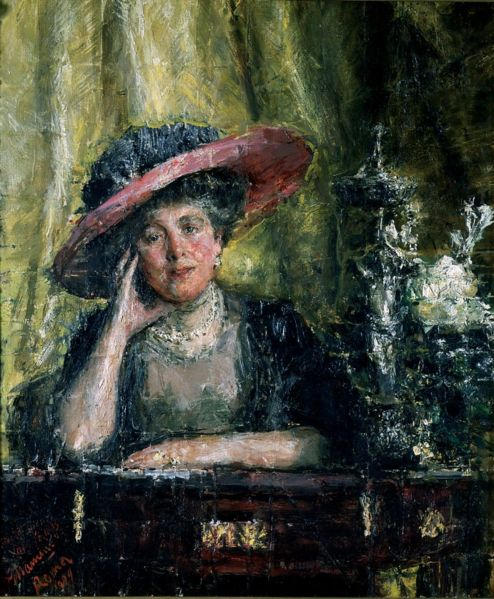
Ritratto di Lady Florence Phillips 1909, Johannesburg Art Gallery
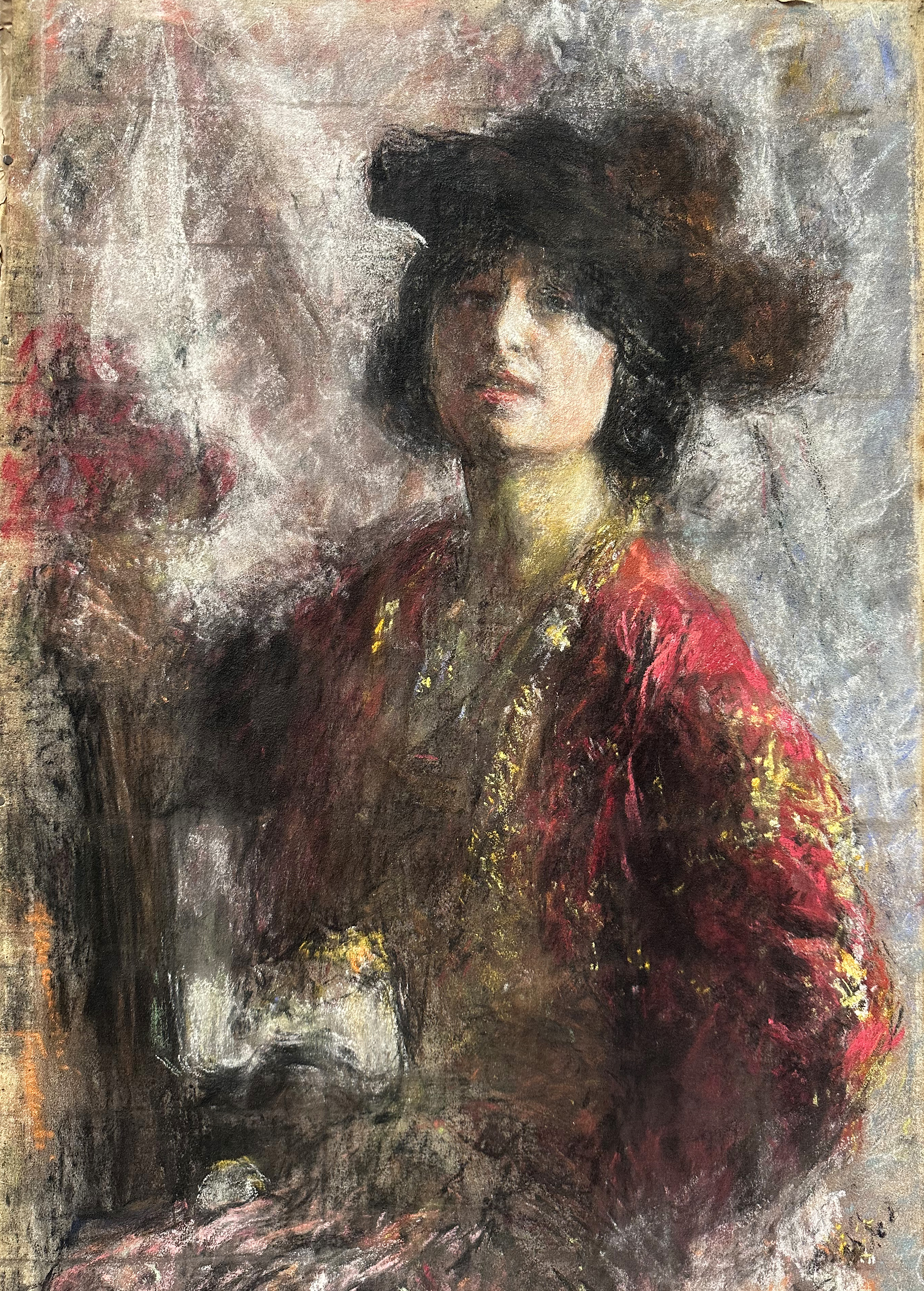
Bolero/Torero 1911-17, Milano Collezione privata
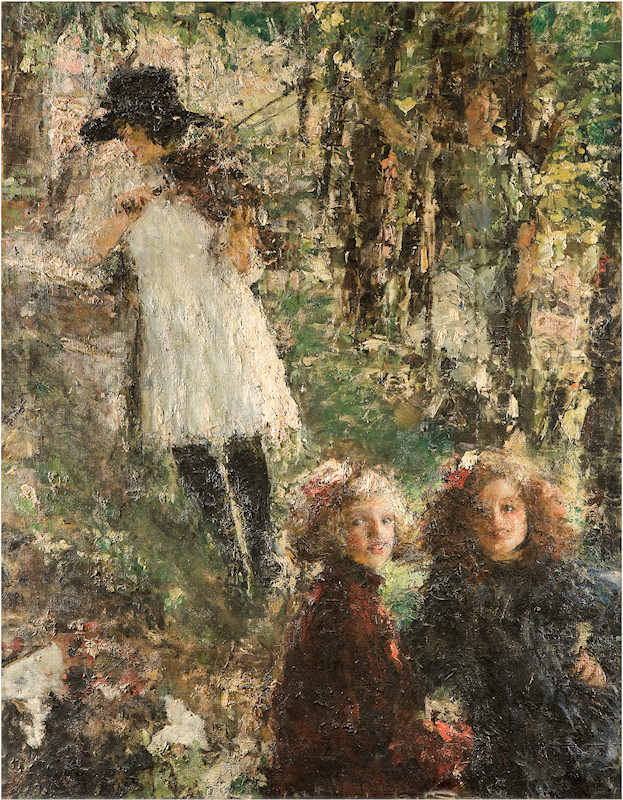
Riflessi 1920 ca, Fondazione Cariplo, Milano
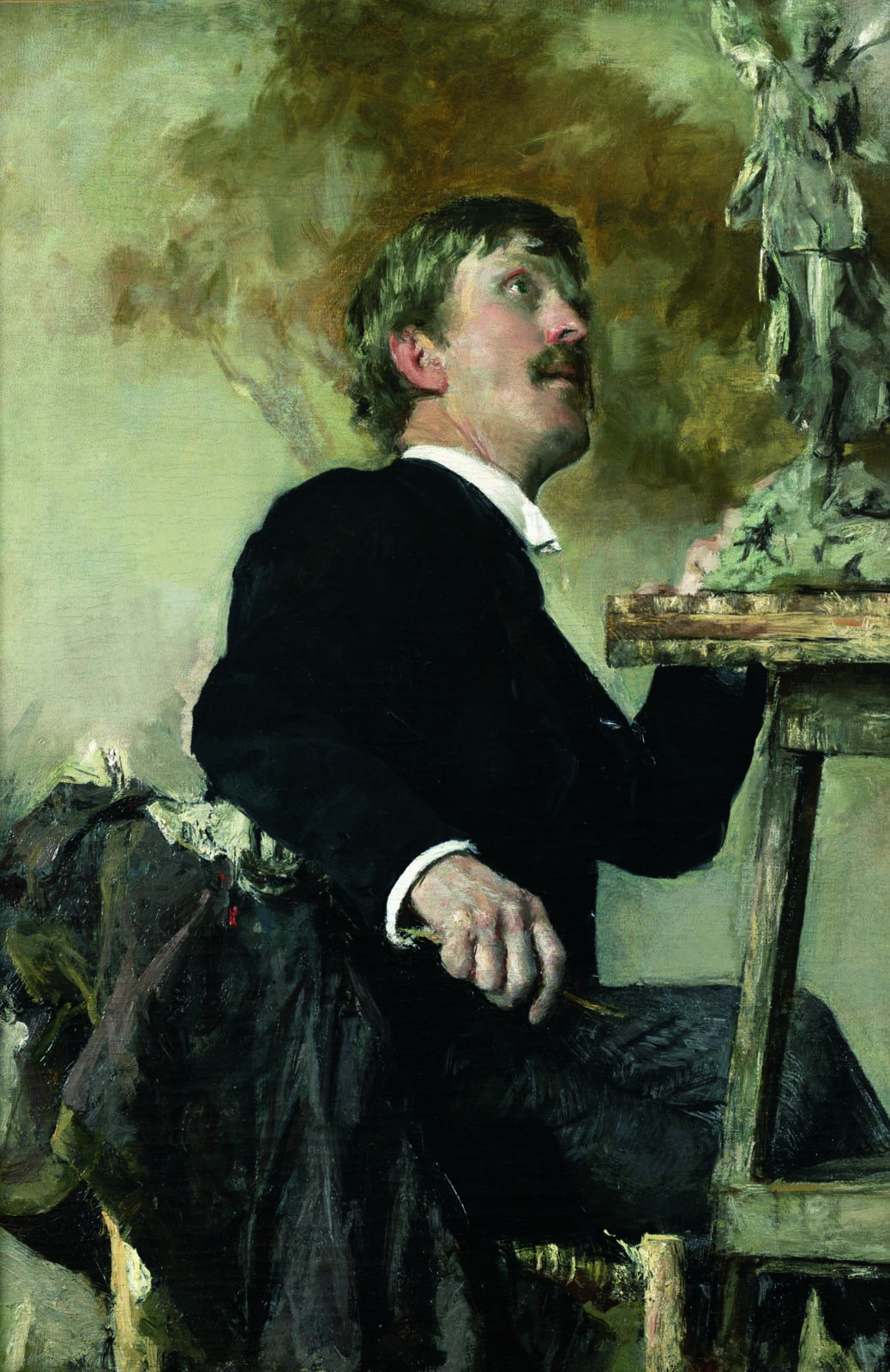
Ritratto dello scultore americano John Severinus Conway
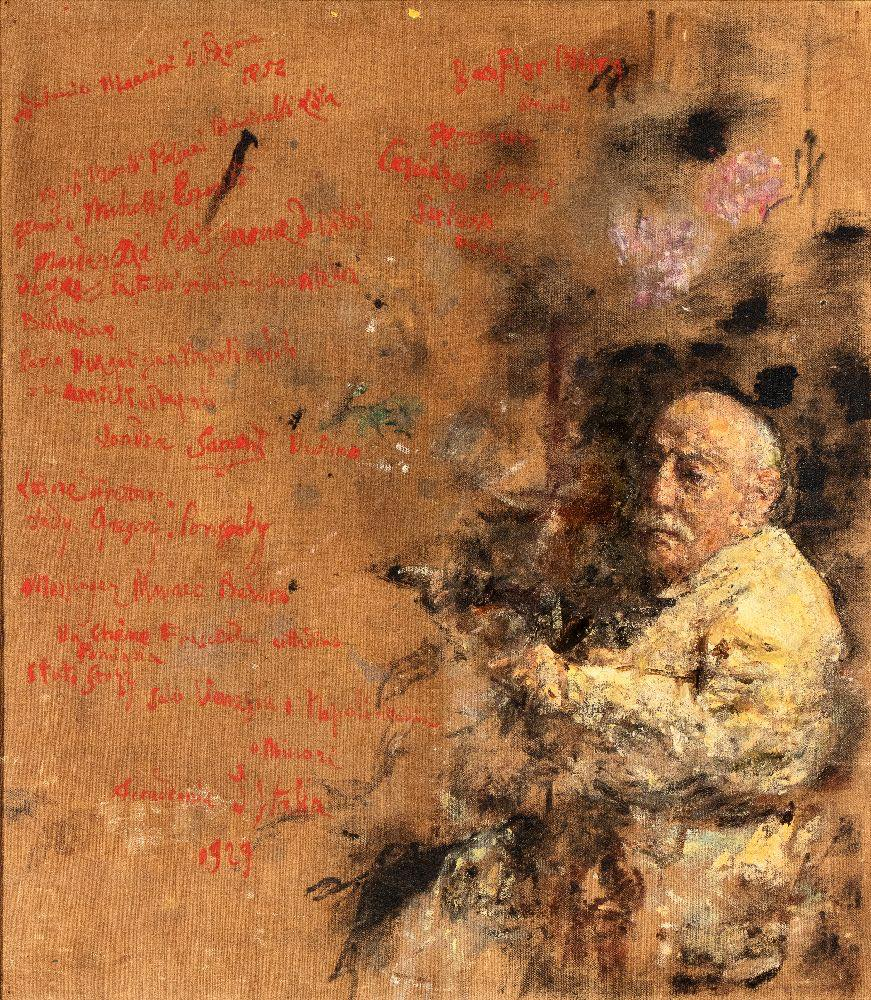
Autoritratto-biografia